# Маккейн, Фрэнсис Ли
Фрэ́нсис Ли Макке́йн (англ. Frances Lee McCain; 28 июля 1943, Йорк, Пенсильвания) — американская актриса кино и телевидения.

## Ранние годы
Фрэнсис Ли Маккейн родилась в городе Йорк (Пенсильвания) и выросла в Нью-Йорке, Иллинойсе, Колорадо и Калифорнии. Окончила Рипонский колледж со степенью бакалавра философии, затем поступила и училась в Центральной школе сценической речи и драматического искусства в Лондоне, Великобритания. В 2000 году получила степень магистра психологии в Калифорнийском институте интегральных исследований.

## Карьера
После возвращения в Нью-Йорк, выступала на Бродвеи в пьесе Вуди Алена Сыграй это еще раз, Сэм! и постановке Ланфорд Уилсон Лимонное небо. Присоединилась к трупе театра Американской консерватории в Сан-Франциско.
Начала карьеру в кино и на телевидение с роли в фильме «Трамвай „Желание“» с Фэй Данауэй и Ронни Кокс в сериале CBS Apple's Way в 1974 году. Появлялась в таких проектах как мини-сериал «Вашингтон: За закрытыми дверьми» и эпизоде сериала «Медэксперт Куинси», эпизоде телесериала «Досье детектива Рокфорда». В 1979 году появилось в фильме «Реальная жизнь».
В 1980-х годах снялась в нескольких крупных фильмах. В фильме «Гремлины» сыграла мать главного героя Линн Пельтцер, в том же году — Этель Маккормик в фильме «Свободные». В 1985 году сыграла мать Лоррейн в картине Роберта Земекиса «Назад в будущее». В 1986 году сыграла миссис Лашанс в «Останься со мной».
После переезда в область залива Сан-Франциско продолжала работать на телевидение, а также появилась в фильме «Крик» в роли миссис Райли (мать Татум). В 2010 году переехала в Альбукерке.

## Фильмография
| Год       |    | Русское название                 | Оригинальное название                  | Роль                        |
| --------- | -- | -------------------------------- | -------------------------------------- | --------------------------- |
| 1973      | ф  | Смеющийся полицейский            | The Laughing Policeman                 | проститутка                 |
| 1973      | с  | Отряд 'Стиляги'                  | The Mod Squad                          | Алиса                       |
| 1973      | с  | Оуэн Маршалл, советник адвокатов | Owen Marshall, Counselor at Law        | Джина                       |
| 1974      | с  | Новый Перри Мейсон               | The New Perry Mason                    | Лори Холден                 |
| 1974—1975 | с  |                                  | Apple's Way                            | Барбара Эпл                 |
| 1975      | с  | Врачи больницы                   | Doctors' Hospital                      | Энни Робер                  |
| 1975      | с  | Шоу Боба Ньюхарта                | The Bob Newhart Show                   | Жанет                       |
| 1976      | с  | Видения                          | Visions                                | Дженни                      |
| 1978      | с  | Досье детектива Рокфорда         | The Rockford Files                     | Лесли Каллахан              |
| 1979      | ф  | Реальная жизнь                   | Real Life                              | Жанетта Йегер               |
| 1981      | ф  | Хонки-Тонк шоссе                 | Honky Tonk Freeway                     | Клэр Кало                   |
| 1982      | ф  | Текс                             | Tex                                    | миссис Джонсон              |
| 1984      | ф  | Свободные                        | Footloose                              | Этель Маккормик             |
| 1984      | ф  | Гремлины                         | Gremlins                               | Линн Пельтцер               |
| 1985      | тф | Дело Ричарда Бека                | The Rape of Richard Beck               | Кэролайн Бек                |
| 1985      | ф  | Назад в будущее                  | Back to the Future                     | мать Лоррейн, бабушка Марти |
| 1986      | тф | Убийство в трёх актах            | Agatha Christie's Murder in Three Acts | мисс Милрей                 |
| 1986      | ф  | Останься со мной                 | Stand by Me                            | миссис Лашанс               |
| 1988      | ф  | Моя новая машина                 | It Takes Two                           | Джойси Роджерс              |
| 1990      | тф | Внешнее сходство                 | The Lookalike                          | доктор Стамос               |
| 1996      | ф  | Крик                             | Scream                                 | миссис Райли                |
| 1998      | ф  | Целитель Адамс                   | Patch Adams                            | Джуди                       |
| 1999      | ф  | Настоящее преступление           | True Crime                             | миссис Левенштайн           |
| 2018      | ф  | Идеальный дом                    | Ideal Home                             | Дорис                       |
| 2019      | ф  | Страна грёз                      | Dreamland                              | Теллер                      |
| 2020      | ф  | Афера по-голливудски             | The Comeback Trail                     | Мардж                       |
| 2022      | ф  | Конец дороги                     | End of the Road                        | Вал                         |